# Rote Synagoge Jonava

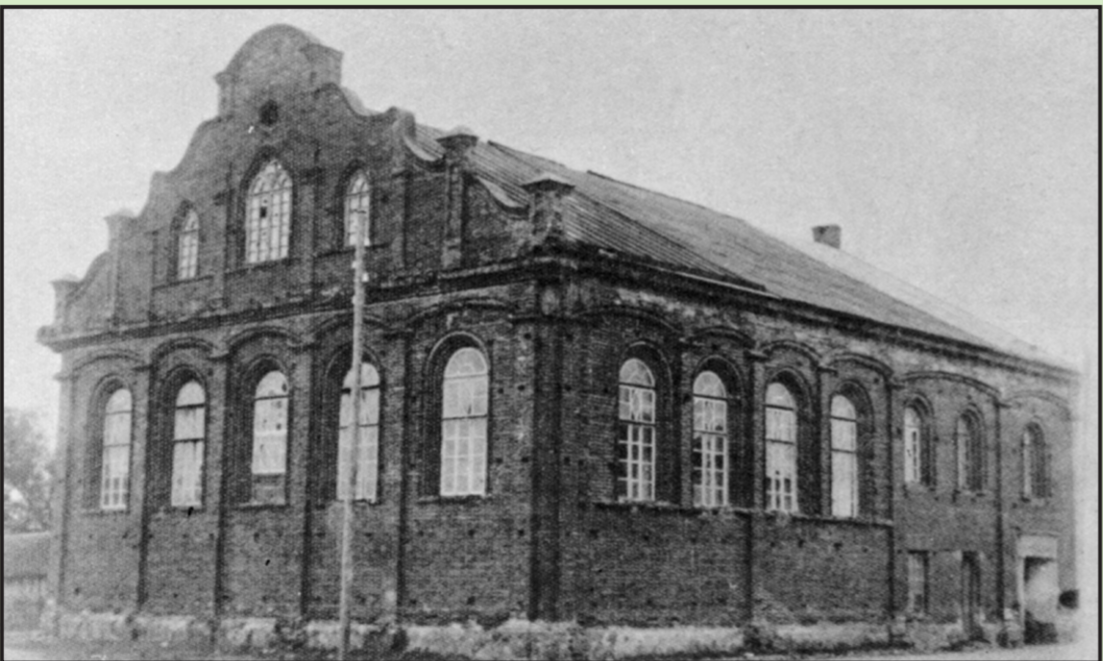
Rote Synagoge Jonava

Die Beit Knesset Hagadol Synagoge Jonava (oder Rote Synagoge Jonava, lit. Jonavos raudonoji sinagoga) war eine Synagoge in der Altstadt von Jonava (an der Kreuzung der Vilniaus- und Sodų-Straße). Jonava ist eine litauische Stadt in der Rajongemeinde Jonava, 35 km entfernt von Kaunas. Der Name der Synagoge (Beit Knesset Hagadol) bedeutet „Versammlungshaus“. Es ist eine der beiden großen Synagogen in Jonava, die nebeneinander standen. Die weiße Synagoge von Jonava (Beit Midrash Hagadol), die daneben stand, ist bis heute erhalten.
Das unverputzte, im 19. Jahrhundert errichtete Gebäude aus rotem Backstein hatte auch den Namen Rote Synagoge erhalten und bildete zusammen mit der nahe gelegenen weiß verputzten Synagoge einen Komplex des jüdischen religiösen Zentrums.